# Lidens distrikt
Lidens distrikt är ett distrikt i Sundsvalls kommun och Västernorrlands län. Distriktet ligger omkring Liden i norra Medelpad. 

## Tidigare administrativ tillhörighet
Distriktet inrättades 2016 och utgörs av Lidens socken i Sundsvalls kommun.
Området motsvarar den omfattning Lidens församling hade 1999/2000.

## Tätorter och småorter
I Lidens distrikt finns en tätort och en småort.

### Tätorter
- Liden

### Småorter
- Sillre